# Allen Newell
Allen Newell, född 19 mars 1927 i San Francisco, död 19 juli 1992 i Pittsburgh, var en forskare i datavetenskap och kognitiv psykologi vid Rand Corporation och vid Carnegie Mellon University. Han tilldelades ACMs A. M. Turing Award tillsammans med Herbert A. Simon år 1975 för sina grundläggande bidrag till artificiell intelligens och psykologi.